# Bagbaran
Bagbaran nebo Bagmaran (abchazsky Баӷбаран nebo Баӷмаран, gruzínsky ბაღმარანი – Bagmarani) je vesnice v Abcházii v okrese Gulrypš. Leží přibližně 12 km severně od okresního města Gulrypš. Obec sousedí na západě s Dzygutou, jež se nachází v okresu Suchumi a odděluje je od sebe řeka Kjalašur, na severovýchodě s Cabalem, východě s Marchaulem a na jihu s Mačarou. Na severu obce se nachází těžko prostupný vysokohorský terén Velkého Kavkazu.
Oficiálním názvem obce je Vesnický okrsek Bagbaran (rusky Багмаранская сельская администрация, abchazsky Баӷбаран ақыҭа ахадара). Za časů Sovětského svazu se okrsek jmenoval Bagmaranský selsovět (Багмаранский сельсовет).

## Části obce
Součástí Bagbaranu jsou následující části:
- Bagbaran (Баӷбаран / Баӷмаран)
- Amchjal (Амхьал) – od 1869 Alexandrovskoje (Александровское), později až do roku 1996 Achuti či Zemo Achuti
- Ačadara (Ачадара) – do 1948 Poltavskoje (Полтавское), od 1948 do 1996 Kelasuri
- Achuca (Ахәҵа)
- Avibachu (Аҩыбахә) – dříve Poltavo-Alexandrovskoje (Полтаво-Александровское) a do 1996 Kvemo Achuti

## Historie
Název Bagbaran pochází od zdejšího šlechtického rudu Bagba (Баҕба). Žili zde Gumští Abchazové. V roce 1877 byla značná část zdejšího gumsko-abchazského obyvatelstva během mahadžirstva následkem Kavkazské války vyhnána do Osmanské říše a zůstalo zde pouze devatenáct Abchazů, kteří se brzy stali minoritou, neboť uvolněné pozemky obsadili do konce 19. století přistěhovalí Gruzínci, Megrelové, dále Rusové, kteří se usídlili v Ačadaře (Poltavském), a Pontští Řekové, kteří se usadili v Amchjalu (Aleksandrovském). Za sovětských časů se obci říkalo gruzínsky Bagmarani.
Ještě na konci 19. století začali Rusové obec opouštět a v roce 1949 byli všichni zdejší Pontští Řekové deportování do Kazachstánu. Tím pádem celou druhou polovinu 20. století až do vypuknutí války v Abcházii v roce 1992 v obci žili v drtivé většině Megrelové a doplňovalo je jen několik abchazských rodin. Na konci války veškeré megrelské obyvatelstvo opustilo zemi a počet obyvatel výrazně klesl. Obec zůstala téměř opuštěná, neboť zdejší obyvatelstvo, které neuprchlo do Gruzie, se většinou odstěhovalo do Suchumi. I tak je Bagbaran v současnosti jediným místem v Abcházii, kde většinu obyvatel tvoří Gumští Abchazové. Většina jejich soukmenovců v současnosti stále žije v Turecku.

## Obyvatelstvo
Dle nejnovějšího sčítání lidu z roku 2011 je počet obyvatel této obce 123 a jejich složení následovné:
- 88 Abchazů (71,5 %)
- 17 Arménů (13,8 %)
- 8 Gruzínů (6,5 %)
- 5 Pontských Řeků (4,1 %)
- 4 Rusové (3,3 %)
- 1 příslušník ostatních národností (0,8 %)

Před válkou v Abcházii žilo v obci bez přičleněných vesniček 423 obyvatel. V celém Bagmaranském selsovětu žilo 1407 obyvatel.